# Olof Persson (socialdemokrat)
Kvickers Olof Persson, född 21 januari 1904 i Lima församling, Kopparbergs län, död där 10 oktober 1988, var en svensk skogsarbetare och socialdemokratisk politiker.
Persson var ledamot av riksdagens andra kammare 1953–1968, invald i Kopparbergs läns valkrets.